# Walther Schönfeld (Mediziner)
Walther Schönfeld (* 15. Mai 1888 in Gersfeld (Rhön); † 26. März 1977 in Heidelberg) war ein deutscher Dermatologe (Hautarzt), Hochschullehrer und Medizinhistoriker.

## Leben
Nach dem Abitur 1906 an der Ritterakademie (Liegnitz) begann Schönfeld an der Schlesischen Friedrich-Wilhelms-Universität und der Julius-Maximilians-Universität Medizin zu studieren. 1907 wurde er im Corps Franconia Würzburg recipiert. Als Inaktiver wechselte er an die Universität Rostock und die Ludwig-Maximilians-Universität München. Im Jahr 1911 legte er das Staatsexamen ab. 1912 wurde er in Würzburg zum Dr. med. promoviert. Anschließend arbeitete er, unterbrochen durch Kriegsdienst, bis 1920 als Assistent von Karl Zieler an der Würzburger Universitätshautklinik. 1914 unternahm er eine Studienreise nach Kiel. Von 1914 bis 1916 diente er bei einer Sanitätskompanie an der Westfront (Erster Weltkrieg). 1916/1917 bis 1918 vertrat er Zieler. 1917 habilitierte er sich in Würzburg für Dermatologie und Venerologie.
Nachdem er 1920 in Würzburg zum außerordentlichen Professor berufen worden war, erhielt er 1922 einen Ruf auf den Lehrstuhl für Dermatologie und Venerologie der Universität Greifswald. 1935 folgte er Siegfried Bettmann als Direktor der Universitätshautklinik Heidelberg nach, nachdem dieser von den Nationalsozialisten entlassen worden und aus Deutschland emigriert war. Zu den Oberinnen der Heidelberger Universitätshautklinik, die mit Walther Schönfeld arbeiteten, gehörten die protestantische Oberin Hammer, die im Jahr 1958 von Oberin Maria Sulzbach abgelöst wurde. Beide Oberinnen gehörten zur DRK Schwesternschaft des Mutterhauses in Karlsruhe. Unter Maria Sulzbach wurden erste Artikel von Einmalmaterial, der neu entwickelte Baumwoll-Schlauchverband sowie weitere wichtige Dinge für die dermatologische Wundbehandlung eingeführt.
Schönfeld arbeitete auf den Gebieten der Hauttuberkulose, Berufsdermatosen und Herpeserkrankungen sowie der Behandlung von Geschlechtskrankheiten wie Syphilis und Gonorrhoe. Weiterhin arbeitete er als Medizinhistoriker über die Geschichte der Medizin der frühen Neuzeit. Auf seine Initiative wurde das Institut für Geschichte der Medizin an der Universität Heidelberg errichtet, dessen erster Leiter 1961 Heinrich Schipperges wurde, gefolgt von Wolfgang U. Eckart im Jahr 1992.

## Heidelberger-Sammlung
Die Sammlung von Walther Schönfeld ist eine der bedeutendsten zum Thema Tätowierung im deutschsprachigen Raum und umfasst mehrere tausend Objekte. Schönfeld befasste sich viele Jahre mit dem Thema Tätowierungen und trug dabei Material zum Thema zusammen. Im Jahr 1960 erschien sein Buch Körperbemalen, Brandmarken, Tätowieren und gilt als ein Standardwerk, das andere Publikationen sowie den wissenschaftlichen und öffentlichen Diskurs nachhaltig mitprägte.

„Schönfeld erlebte die Anfänge der wissenschaftlichen Auseinandersetzung mit Tätowierungen, die Hoch-Zeit der Jahrmärkte und Schaubuden, den Beginn der Kriminalisierung und Stigmatisierung von Tätowierten, die Diskriminierung und Auslöschung im „Dritten Reich“ und sogar das Wiederaufkommen von Tätowierungen im Nachkriegsdeutschland. Anhand von Walther Schönfelds Sammlung, seinen Forschungen und auch seiner Person lassen sich deshalb die zugrunde liegenden tattoo narratives, sowie die Möglichkeiten des Kolligierens von Tätowierungen veranschaulichen. Sie zeigen außerdem, wie Zuschreibungen über „Andere“ konstruiert, angepasst und überliefert werden.“

## Ehrungen
- Eisernes Kreuz II. und I. Klasse
- König Ludwig-Kreuz (1916)
- Dr. med. h. c. der Ernst-Moritz-Arndt-Universität Greifswald (1956)
- Wahl in die Deutsche Akademie der Naturforscher Leopoldina (1956)[11]
- Verdienstorden der Bundesrepublik Deutschland (1958)

## Veröffentlichungen (Auswahl)
- Über Rhinitis hyperplastica oedematosa (= Zeitschrift für Laryngologie, Rhinologie und ihre Grenzgebiete. Band 5). Kabitzsch, Würzburg 1912, OCLC 756347630 (Dissertation Universität Würzburg, 1912).
- Die Untersuchung der Rückenmarksflüssigkeit, ihre Methoden und ihre Ergebnisse mit besonderer Berücksichtigung der Syphilis (= Archiv für Dermatologie und Syphilis. Band 127, 1919/1920). Braunmüller, Wien / Leipzig 1920, DNB 362334501, (Medizinische Habilitationsschrift Würzburg, 1920).
- Allgemeine Erkennung der Syphilis. In: Lieferung 2 (IV. Band). In: Leopold Arzt, Karl Zieler (Hrsg.): Die Haut- und Geschlechtskrankheiten. Band 4, 1933.[12]
- Um die Entdeckung der menschlichen Samenfäden (Ludwig von Hammen aus Danzig – Johan Ham aus Arnheim [Holland] – Antony van Leeuwenhoek aus Delft). In: Archiv für Dermatologie und Syphilis. Band 178, Nummer 3, 1938, S. 358–372, ISSN 0365-6020.
- Lehrbuch der Haut- und Geschlechtskrankheiten. 1938; 7. Auflage: Georg Thieme, Stuttgart 1957; 9. Auflage, hrsg. von Wilhelm Schneider ebenda 1965.
- Medizinische Fachausdrücke für den „Tripper der Harnröhre des Mannes“ in geschichtlicher Beleuchtung. In: Sudhoffs Archiv. Band 34, 1941, S. 169–178.
- Seit wann ist der Krankheitsname Syphilis allgemein gebräuchlich? In: Dermatologische Wochenschrift. Band 114, 1942, S. 193 ff.
- Die Senatsrüge Rineckers anläßlich der Widerlegung syphilitischer Irrlehren. Ein zeitgemäßer medizingeschichtlicher Rückblick. In: Dermatologische Wochenschrift. Band 115, 1942, S. 877–884.
- Der Beitrag Würzburgs zur Dermatologie und Syphilidologie des 19. Jahrhunderts. In: Archiv für Dermatologie und Syphilis. Band 184, 1943, S. 443–452.
- Frauen in der abendländischen Heilkunde vom klassischen Altertum bis zum Ausgang des 19. Jahrhunderts. Stuttgart 1947.
- mit Josef Kimmig: Sulfonamide und Penicilline. 1948.
- mit Walther Frieboes: Atlas der Haut- und Geschlechtskrankheiten, 1949, 2. Auflage 1955.
- Einleitung. In: Girolamo Fracastoro: Syphilidis sive morbi gallici libri tres in der Übersetzung von Ernst Alfred Seckendorf (1892–1943), eingeleitet von Walther Schönfeld, Heidelberg. Lipsius & Tischer, Kiel 1960 (= Schriftenreihe der Nordwestdeutschen dermatologischen Gesellschaft. Heft 6), S. 5–20.
- Girolamo Fracastoro (1483–6. VIII, 1553). In: Dermatologische Wochenschrift. Band 127, 1953, S. 23 ff.
- Gedenktage der Dermatologie. Ulrich von Hutten. In: Dermatologische Wochenschrift. Band 128, 1953, S. 946 ff.
- Die deutschen Übertragungen des berühmten Lehrgedichtes Hieronymi Fracastorii Veronensis „Syphilidis sive Morbi gallici libri tres“ und ein Erinnern an Ernst Alfred Seckendorf (1892–1943). In: Deutsche medizinische Wochenschrift. Band 80, 1955, S. 870 ff.
- Paul Richter. Dermatologe und Medizinhistoriker, der Verfasser der „Geschichte der Dermatologie“ in Jadassohn’s Handbuch XIV, 2, 1928. In: Dermatologische Wochenschrift. Band 132, 1955, S. 1149 ff.[13]
- Die Geschichte der Würzburger Hautklinik bis 1939. In: Der Hautarzt. Band 7, Nr. 3, 1956, S. 134–309.
- mit Heinrich Gottron: Dermatologie und Venerologie in 5 Bänden, 1958–1965.
- Julius Engel-Reimers und Eduard Arning (= Schriftenreihe der Nordwestdeutschen Dermatologischen Gesellschaft. Heft 4).
- Erlebte Dermatologie und Venerologie. In: Der Hautarzt. Band 15, 1967, S. 245–251.